# Riesigk
Riesigk è una frazione della città tedesca di Oranienbaum-Wörlitz.